# Dennis Locorriere
Dennis Michael Locorriere (Union City, Nueva Jersey; 13 de junio de 1949) es un cantante y guitarrista estadounidense reconocido por ser el vocalista principal del grupo de rock suave Dr. Hook & The Medicine Show.

## Carrera

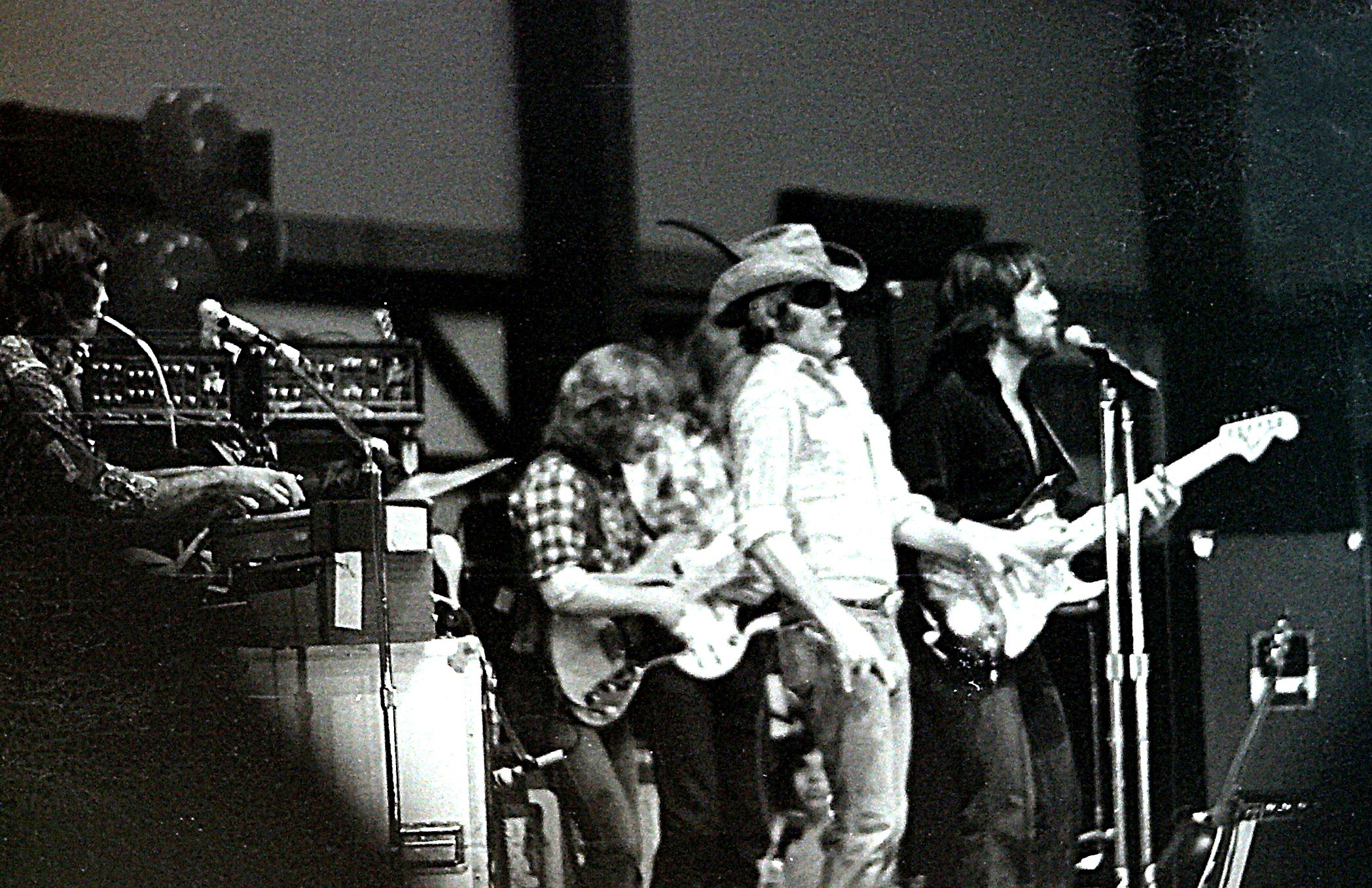
Dennis Locorriere (derecha), tocando en un concierto con Dr. Hook & The Medicine Show en 1977.

Locorriere, como miembro fundador de Dr. Hook, recibió más de 60 sencillos de oro y platino, obteniendo el puerto número uno en las listas de éxitos en más de 42 países. También es un compositor, cuyas canciones han sido grabadas por Bob Dylan, Crystal Gayle, BJ Thomas, Helen Reddy, Willie Nelson, Southside Johnny, Olivia Newton-John y Jerry Lee Lewis, en su lanzamiento de 2006, Último hombre en pie.
Locorriere, cuya empresa conserva la propiedad del nombre comercial Dr. Hook, recorre todo el mundo con el nombre de "Dr. Hook".[cita requerida]
Locorriere ha contribuido con su voz a los álbumes de otros, como el álbum Always and Forever de Randy Travis (1987). Sus actuaciones en solitario incluyen canciones de su pasado, así como material más reciente de su período en solitario.
Locorriere ha lanzado tres álbumes en solitario, «Out of the Dark» (2000), «One of the Lucky Ones» (2005) y «Post Cool» (2010). Un álbum recopilatorio, «Alone in the Studio - The Lost Tapes»' fue lanzado en 2008. Locorriere lanzó un CD en vivo, Dennis Locorriere - Live in Liverpool (2004), así como un DVD de concierto de su show en solitario, «Alone With Dennis Locorriere» (2002) [cita requerida], un DVD de conciertos entre los diez mejores de la gira «Dr Hook Hits and History» (2007) [cita requerida] y un DVD de conciertos de la gira Post Cool (2011).
Locorriere actuó en The Devil And Billy Markham en el Lincoln Center, Nueva York en 1989. Fue escrito por Shel Silverstein y dirigida por Gregory Mosher.
En noviembre de 2000, realizó una gira de su concierto Voice of Dr. Hook en Australia y Nueva Zelanda; y realizó una gira allí nuevamente en mayo de 2015.
En 2007, Locorriere y su banda se embarcaron en la gira Dennis Locorriere Celebrates Dr. Hook Hits and History. A principios de 2008, Locorriere realizó una gira por el Reino Unido, como miembro de Rhythm Kings de Bill Wyman.
A principios de 2010, Locorriere volvió a realizar una gira por el Reino Unido, promocionando su nuevo álbum Post Cool.
En 2014, realizó una gira por Australia por primera vez en casi 15 años.

## Discografía y DVD

### Álbumes de estudio
- Out of the Dark (Track Records,[5] 2000)
- One of the Lucky Ones (Track Records, 2005)
- Post Cool (2010)

### Álbumes en vivo
- Alone with... (2002)
- Live in Liverpool (2004)
- Post Cool Live (2011)

### Álbumes de compilación
- Alone in the Studio/The Lost Tapes (2008)
- Retrospection (2011)

### DVD
- Alone with Dennis Locorriere (2006)

- Hits and History Tour en vivo (2007)

- Post Cool Live (2011)